# Ost-Washington

Ost-Washington

Ost-Washington oder englisch Eastern Washington ist der Teil des US-Bundesstaates Washington östlich der Kaskadenkette. Die Region enthält die Stadt Spokane (die zweitgrößte Stadt im Bundesstaat), die Tri-Cities, den Columbia River und den Grand Coulee Dam, die Hanford Nuclear Reservation sowie die fruchtbaren Landwirtschaftsgebiete des Yakima Valley und der Palouse. Im Gegensatz zu West-Washington ist das Klima trocken, in Ost-Washington gibt es auch einige Wüstengebiete.

## Geographie

### Nomenklatur
Andere Namen für Ost-Washington oder große Teile davon sind:
- Columbia Basin
- Eastside (oder east side; „Ostteil“) des (Bundes-)Staates[1][2][3]
- Binnen-Imperium / Binnen-Nordwesten (worin auch das Idaho Panhandle eingeschlossen ist)

### Städte

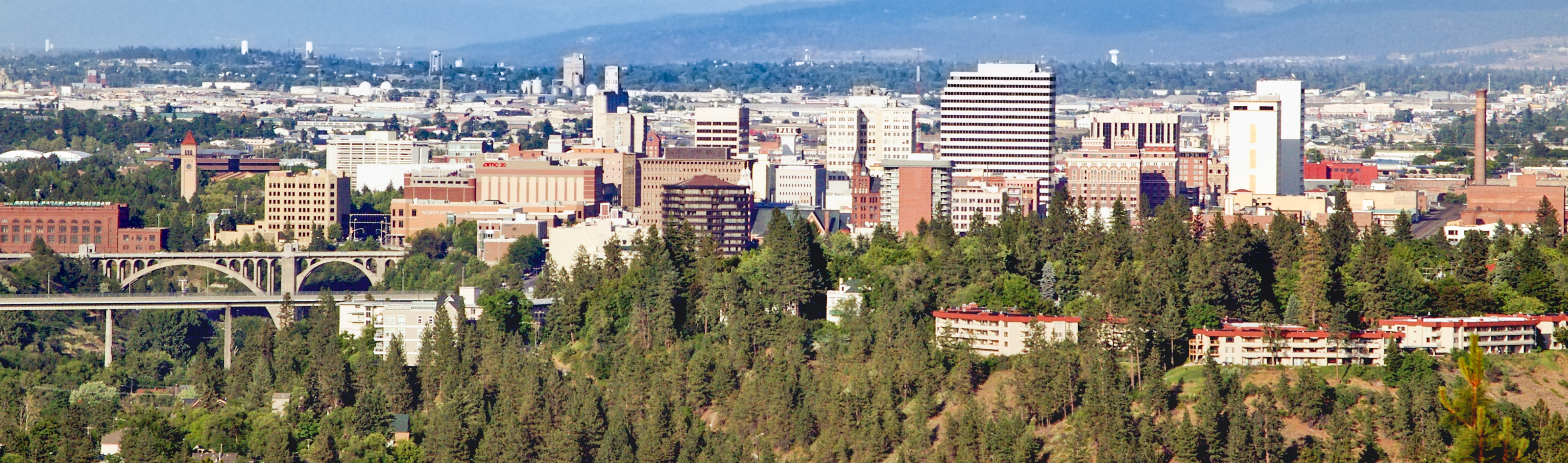
Spokane ist die größte Stadt im östlichen Washington und das städtische Zentrum der Binnen-Nordwest-Region

Die folgenden Städte (City bzw. Town) in Ost-Washington haben mehr als 10.000 Einwohner.
- Spokane (217.300 Einwohner)
- Spokane Valley (94.919 Einwohner)
- Yakima (93.701 Einwohner)
- Kennewick (80.280 Einwohner)
- Pasco (71.680 Einwohner)
- Richland (54.150 Einwohner)
- Wenatchee (34.070 Einwohner)
- Walla Walla (33.840 Einwohner)
- Pullman (33.280 Einwohner)
- Moses Lake (22.720 Einwohner)
- Ellensburg (19.550 Einwohner)
- Sunnyside (16.640 Einwohner)
- West Richland (14.660 Einwohner)
- East Wenatchee (13.600 Einwohner)
- Cheney (11.880 Einwohner)
- Grandview (11.170 Einwohner)

### Nationalparks und andere Schutzgebiete
- Hanford Reach National Monument
- Juniper Dunes Wilderness
- Salmo-Priest Wilderness

Der Gipfel des Goat Peak im Okanogan National Forest

- Wenaha-Tucannon Wilderness (teilweise)

#### Schutzgebiete mit eingeschränktem Status
- Colville National Forest
- Idaho Panhandle National Forest (teilweise)
- Kaniksu National Forest (teilweise)
- Okanogan National Forest
- Umatilla National Forest (teilweise)
- Wenatchee National Forest
- Columbia National Wildlife Refuge
- Conboy Lake National Wildlife Refuge
- Little Pend Oreille National Wildlife Refuge
- McNary National Wildlife Refuge
- Saddle Mountain National Wildlife Refuge
- Toppenish National Wildlife Refuge
- Turnbull National Wildlife Refuge
- Umatilla National Wildlife Refuge (teilweise)

### Countys
Ost-Washington besteht aus den folgenden Countys: Adams, Asotin County, Benton, Chelan County, Columbia, Douglas, Ferry County, Franklin, Garfield, Grant, Kittitas, Klickitat County, Lincoln, Okanogan County, Pend Oreille County, Spokane County, Stevens, Walla Walla County, Whitman County und Yakima County. Einige Definitionen schließen auch den Teil des Skamania County ein, der östlich des Hauptkamms der Kaskadenkette liegt.

### Klima

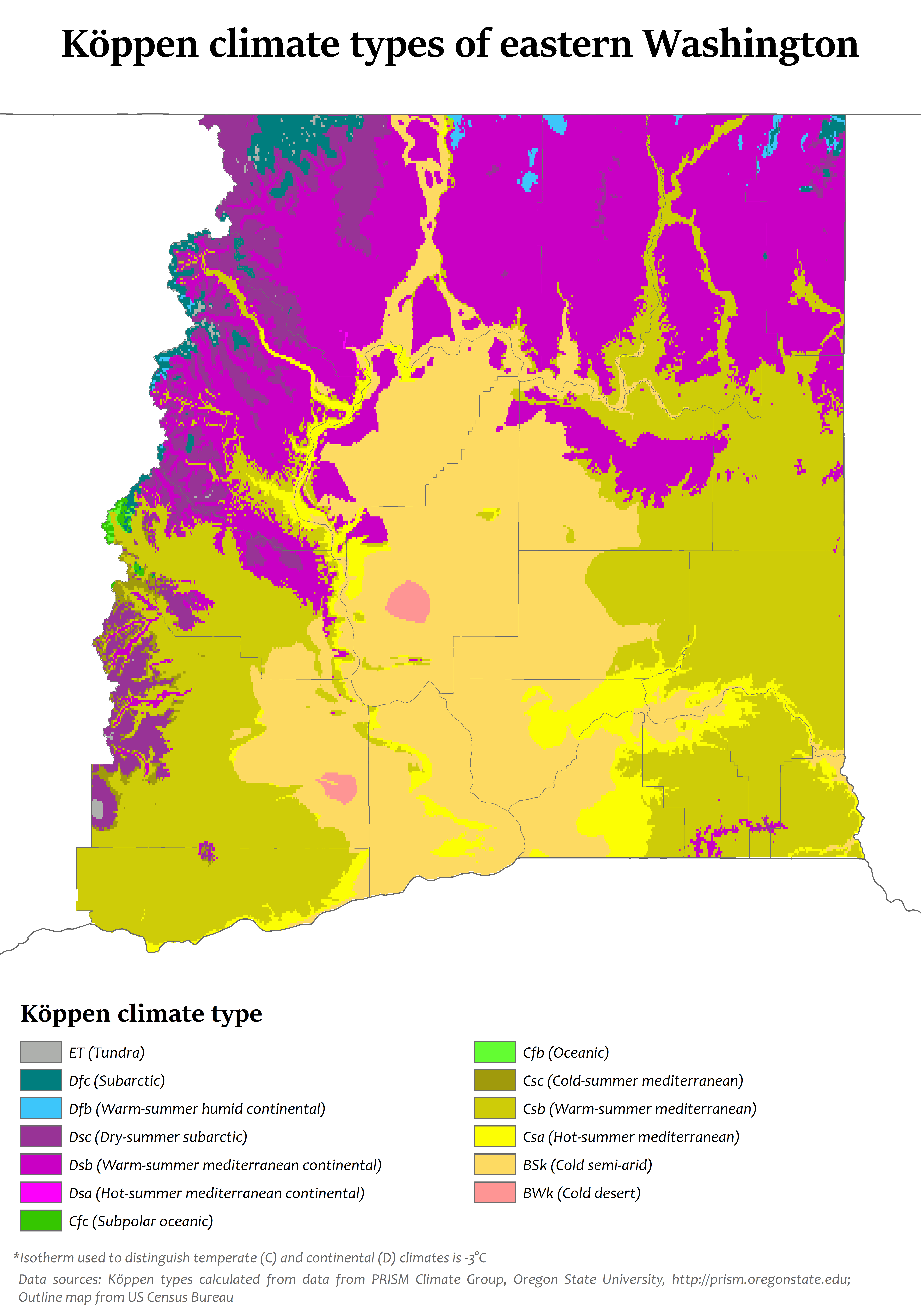
Typen der Klimaklassifikation nach Köppen & Geiger in Ost-Washington

Ein bedeutender Unterschied zwischen Ost-Washington und dem westlichen Teil des Bundesstaates besteht im Klima. Während im Westen ein regnerisches Seeklima herrscht, fallen im Osten bedingt durch den Regenschatten der Kaskadenkette sehr viel weniger Niederschläge. Ebenso durch die Entfernung vom Meer bedingt sind die Sommer im Osten heißer und die Winter kälter als im Westen. Die meisten Orte in Ost-Washington haben daher in jedem Jahr einigen Schnee, während die Schneehöhen im Westen minimal sind – so überhaupt Schnee fällt. Ost- und West-Washington haben dennoch einige klimatische Gemeinsamkeiten wie höhere Niederschläge im Winter als im Sommer, das Fehlen schwerer Stürme und geringere Temperaturspannen als noch weiter im Inland gelegene Gebiete.
Es gibt auch in Ost-Washington einige Variationen bei den Niederschlägen. Generell sind geringere Höhenlagen heißer und trockener als größere Höhen. Das kann leicht anhand des Vergleichs der Klimawerte des niedrig gelegenen Richland mit dem höher gelegenen Spokane veranschaulicht werden.
|                        | Jan    | Feb    | Mär    | Apr   | Mai   | Jun   | Jul   | Aug   | Sep   | Okt    | Nov    | Dez    |   |        |
| Mittl. Temperatur (°C) | 1,33   | 4,17   | 8,22   | 11,81 | 16,39 | 20,22 | 24,00 | 23,36 | 18,39 | 11,94  | 5,58   | 1,47   | ⌀ | 12,3   |
| Mittl. Tagesmax. (°C)  | 23,33  | 23,33  | 30,56  | 35,00 | 40,56 | 43,89 | 46,11 | 46,11 | 41,11 | 31,67  | 26,11  | 21,67  | ⌀ | 34,2   |
| Mittl. Tagesmin. (°C)  | −32,78 | −30,56 | −12,22 | −7,78 | −3,33 | 1,67  | 3,33  | 2,78  | −6,11 | −12,78 | −24,44 | −30,00 | ⌀ | −12,6  |
|                        |        |        |        |       |       |       |       |       |       |        |        |        |   |        |
| Niederschlag (mm)      | 25,40  | 16,76  | 16,00  | 12,19 | 16,00 | 14,48 | 4,32  | 5,59  | 7,87  | 14,22  | 22,86  | 27,43  | Σ | 183,12 |

| −32,78 |

| −30,56 |

| −12,22 |

| −7,78 |

| −3,33 |

| 1,67 |

| 3,33 |

| 2,78 |

| −6,11 |

| −12,78 |

| −24,44 |

| −30,00 |

| −32,78 |

| −30,56 |

| −12,22 |

| −7,78 |

| −3,33 |

| 1,67 |

| 3,33 |

| 2,78 |

| −6,11 |

| −12,78 |

| −24,44 |

| −30,00 |

|                        | Jan    | Feb    | Mär    | Apr    | Mai   | Jun   | Jul   | Aug   | Sep   | Okt    | Nov    | Dez    |   |        |
| Mittl. Temperatur (°C) | −1,06  | 1,39   | 4,81   | 8,64   | 13,25 | 17,19 | 21,56 | 20,94 | 15,94 | 9,25   | 2,81   | −1,00  | ⌀ | 9,5    |
| Mittl. Tagesmax. (°C)  | 16,67  | 17,78  | 23,89  | 32,22  | 36,11 | 42,22 | 44,44 | 44,44 | 38,89 | 30,56  | 21,11  | 17,22  | ⌀ | 30,5   |
| Mittl. Tagesmin. (°C)  | −34,44 | −31,11 | −23,33 | −10,00 | −4,44 | 0,56  | 2,78  | −1,11 | −5,56 | −13,89 | −25,00 | −31,67 | ⌀ | −14,7  |
|                        |        |        |        |        |       |       |       |       |       |        |        |        |   |        |
| Niederschlag (mm)      | 50,29  | 34,80  | 42,93  | 31,75  | 39,37 | 35,81 | 13,46 | 16,00 | 18,03 | 28,96  | 54,10  | 60,96  | Σ | 426,46 |

| −34,44 |

| −31,11 |

| −23,33 |

| −10,00 |

| −4,44 |

| 0,56 |

| 2,78 |

| −1,11 |

| −5,56 |

| −13,89 |

| −25,00 |

| −31,67 |

| −34,44 |

| −31,11 |

| −23,33 |

| −10,00 |

| −4,44 |

| 0,56 |

| 2,78 |

| −1,11 |

| −5,56 |

| −13,89 |

| −25,00 |

| −31,67 |

## Bevölkerung
Verglichen mit West-Washington hat Ost-Washington etwa die doppelte Landfläche und ein Fünftel der Einwohner. Nach dem United States Census Bureau betrug die Schätzung der Einwohnerzahl zum Juli 2014 1.547.303. Die Wachstumsrate ist in Ost wie West etwa dieselbe. Von Washingtons zehn Kongresswahlbezirken enthält Ost-Washington exakt zwei: den vierten und den fünften, abgesehen von einem kleinen Anteil des dritten im Skamania County.

## Bildung

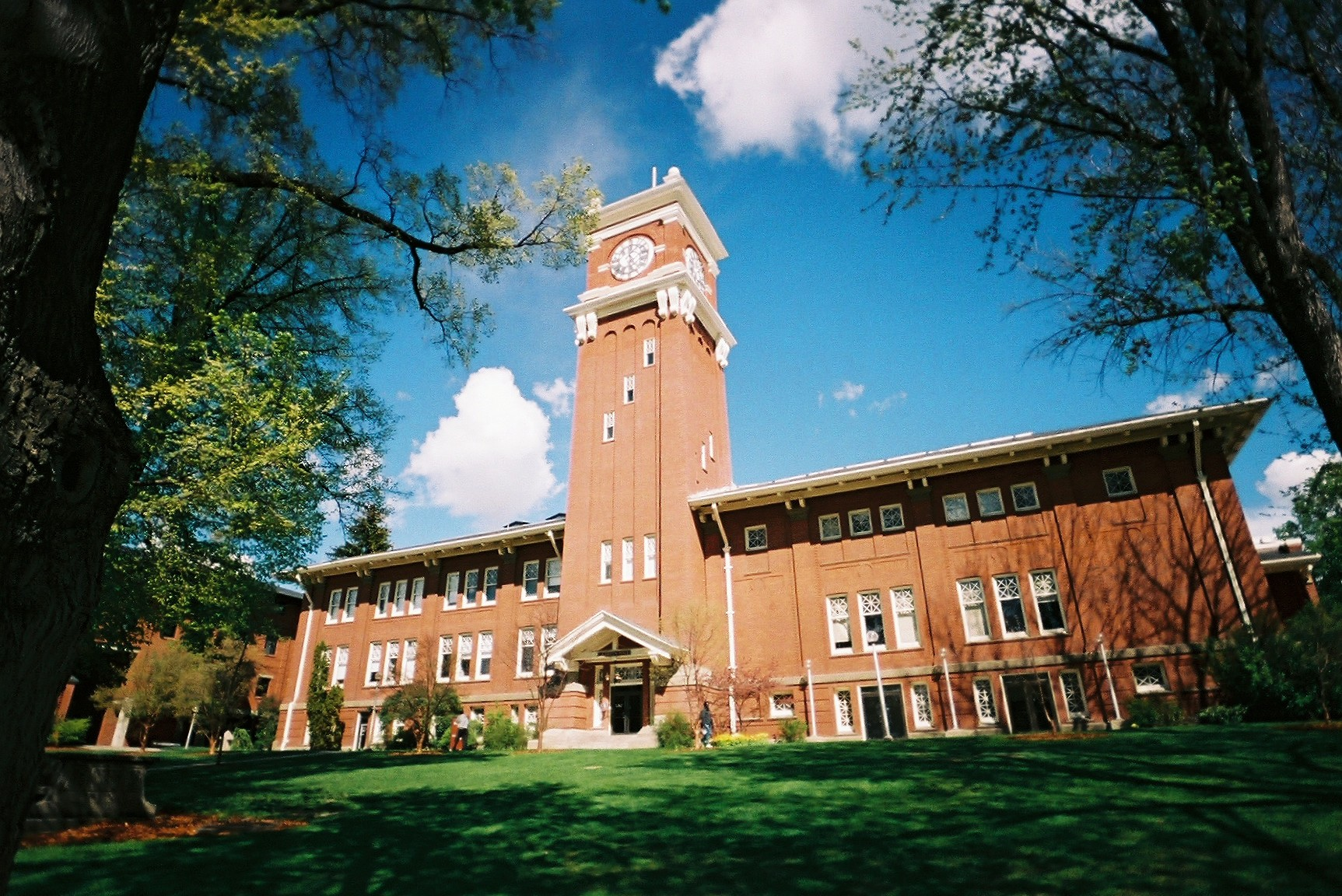
Bryan Hall an der Washington State University

In Ost-Washington sind eine Reihe weltberühmter Universitäten zu Hause, einschließlich dreier der fünf staatlichen Unis.

### Öffentliche Institutionen
- Central Washington University
- Eastern Washington University
- Washington State University
- Die Reihe kommunaler Colleges schließt folgende ein:
  - Big Bend Community College
  - Columbia Basin College
  - Spokane Community College
  - Spokane Falls Community College
  - Walla Walla Community College
  - Wenatchee Valley College
  - Yakima Valley College

### Private Institutionen
- Gonzaga University
- Heritage University
- Pacific Northwest University of Health Sciences
- Walla Walla University
- Whitman College
- Whitworth University

### Forschungsinstitute
- Pacific Northwest National Laboratory
- Chimpanzee and Human Communication Institute an der Central Washington University

## Angestrebte Eigenstaatlichkeit
Es gab verschiedentlich Bestrebungen, aus Ost-Washington einen 51. Bundesstaat durch Spaltung des jetzigen entlang des Hauptkamms der Kaskadenkette zu machen, doch sind die Vorschläge selten außerhalb der Ausschüsse der Legislative vorangetrieben worden. Gesetzentwürfe der Legislative in Washington, die auch dem Kongress der Vereinigten Staaten vorgelegt wurden, sind 1996, 1999, 2005 und 2017 weitergereicht worden. Vorgeschlagene Namen des neuen Staates waren Lincoln, Columbia, Liberty oder einfach Eastern Washington. Viele dieser Vorschläge hatten das Idaho Panhandle als Teil des beabsichtigten Staates Lincoln integriert.
Ost-Washington wählt mehrheitlich die Republikaner, während West-Washington üblicherweise die Demokraten unterstützt.

## Galerie

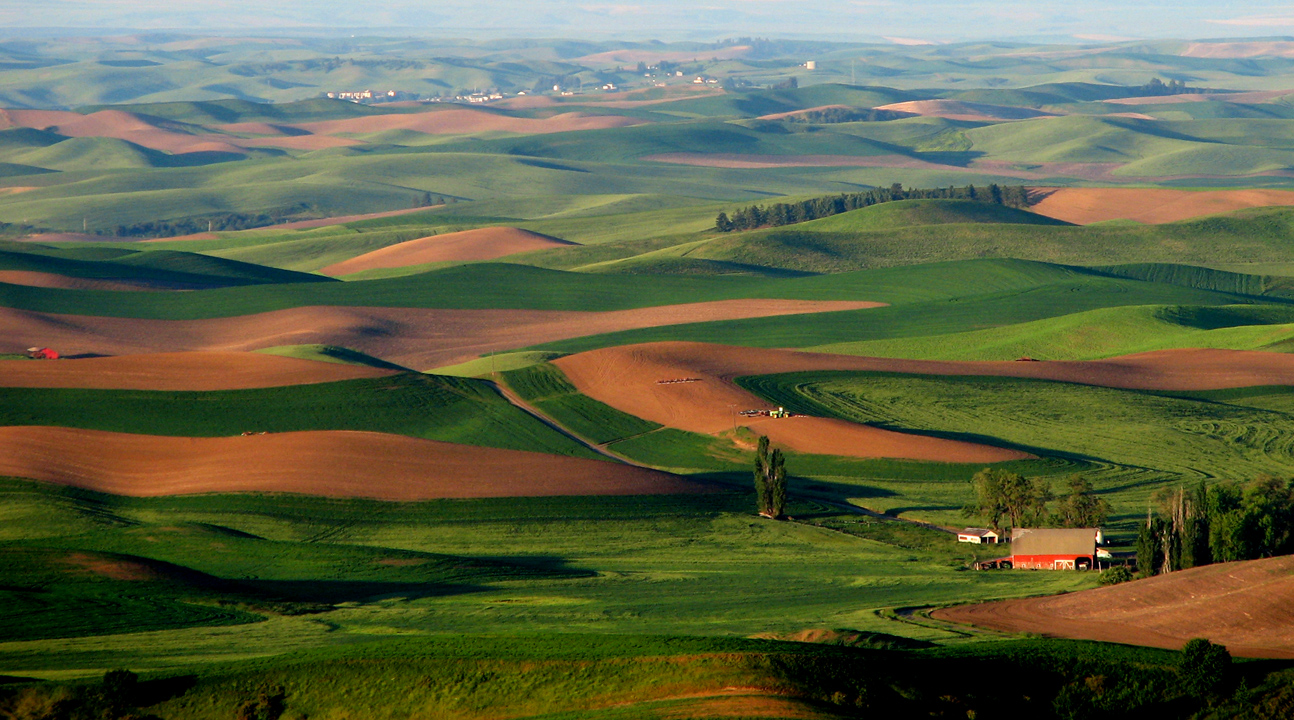
Die Hügel von Palouse im südöstlichen Washington
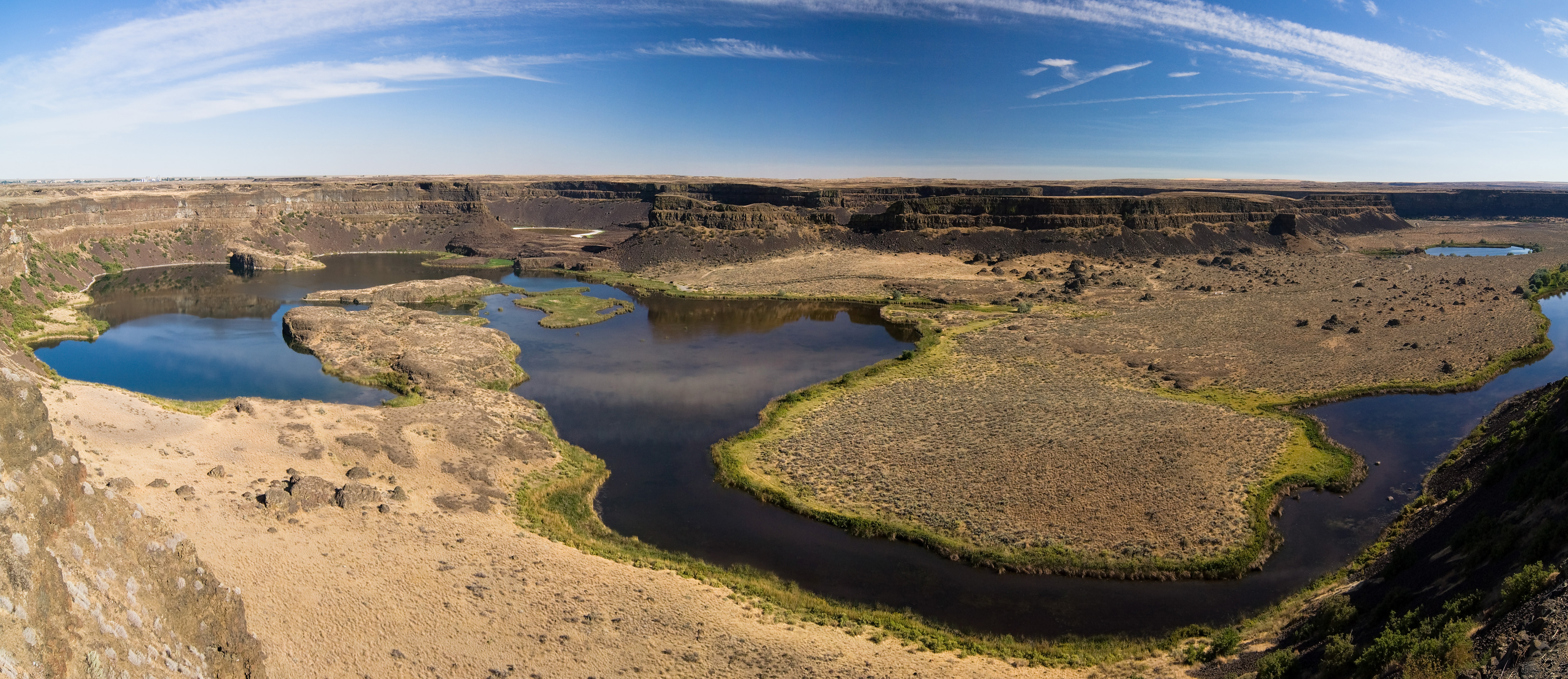
Dry Falls in der Halbwüste Channeled Scablands, die einen Großteil von Ost-Washington dominieren
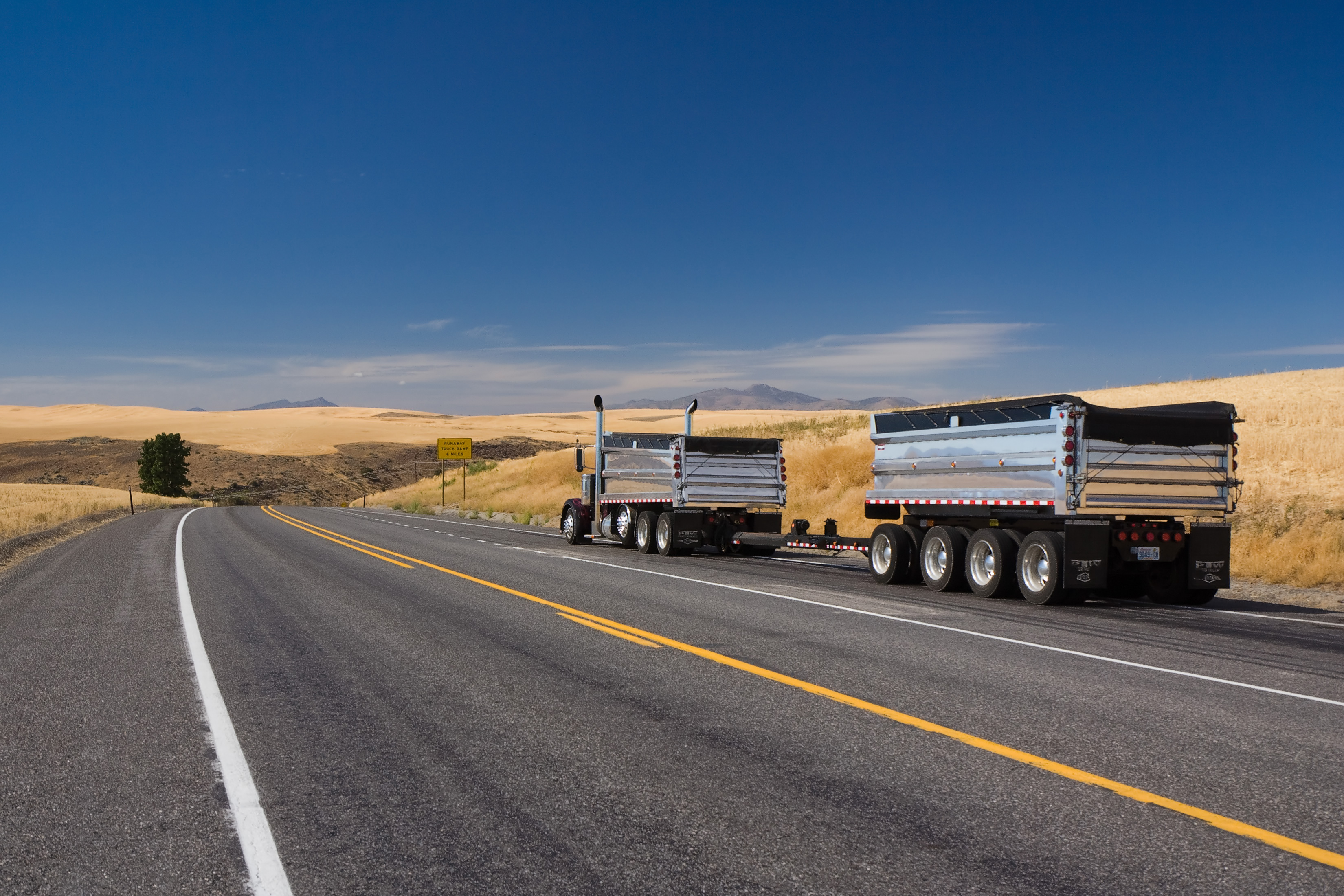
Ein Truck-Transport ostwärts auf dem Highway 2 in der Nähe von Waterville
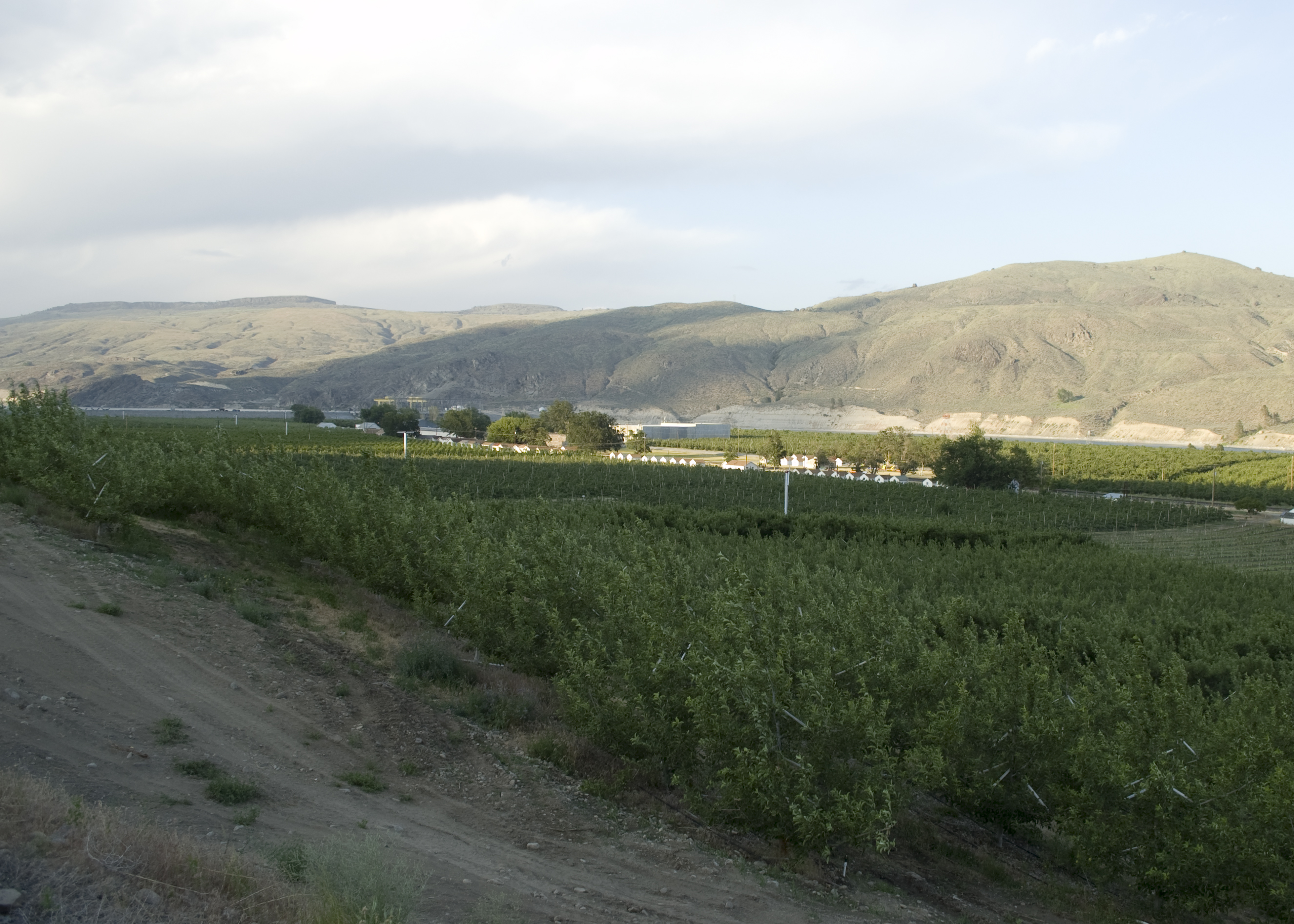
Apfelplantagen in Azwell, die eine Ansammlung von Erntehelfer-Baracken umgeben